# Oelenberg
De oelenberg is een Franse kaas die gemaakt wordt in het klooster van Oelenberg in de Elzas. De kaas staat ook bekend onder de naam trappiste d'Oelenberg.

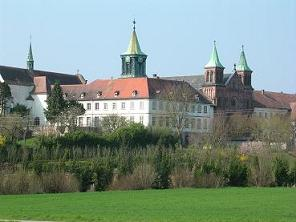
Abdij van Oelenberg te Reiningue

De oelenberg is een trappistenkaas, de kaas wordt gemaakt door de monniken van de abdij van Oelenberg. De kaas is te vergelijken met de andere trappistenkazen, zoals de port-du-salut.
De kaas wordt gemaakt van de melk van de koeien uit de omgeving van het klooster. Na het kaasmaakproces (de kaas wordt onder druk gezet om water af te voeren) volgt een rijping in vochtige ruimtes van ongeveer twee maanden. De kaas heeft een gladde, helder gele korst. De kaasmassa is soepel en heeft een lichte fermentatiegeur. De smaak van de kaas is zacht, weinig opvallend.